# Stadtwache Ahrweiler

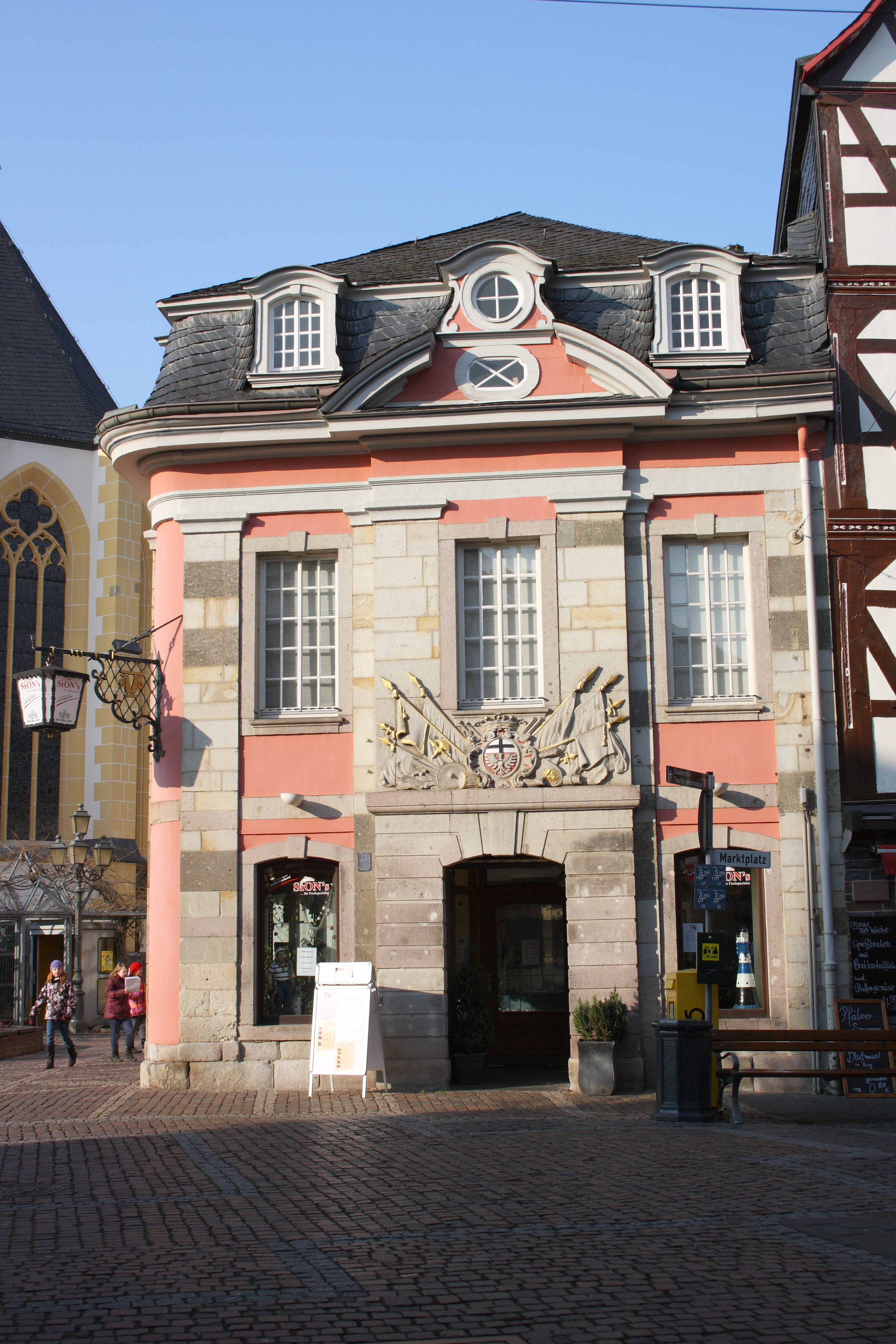
Stadtwache in Ahrweiler, gesehen von der Ahrhutstraße

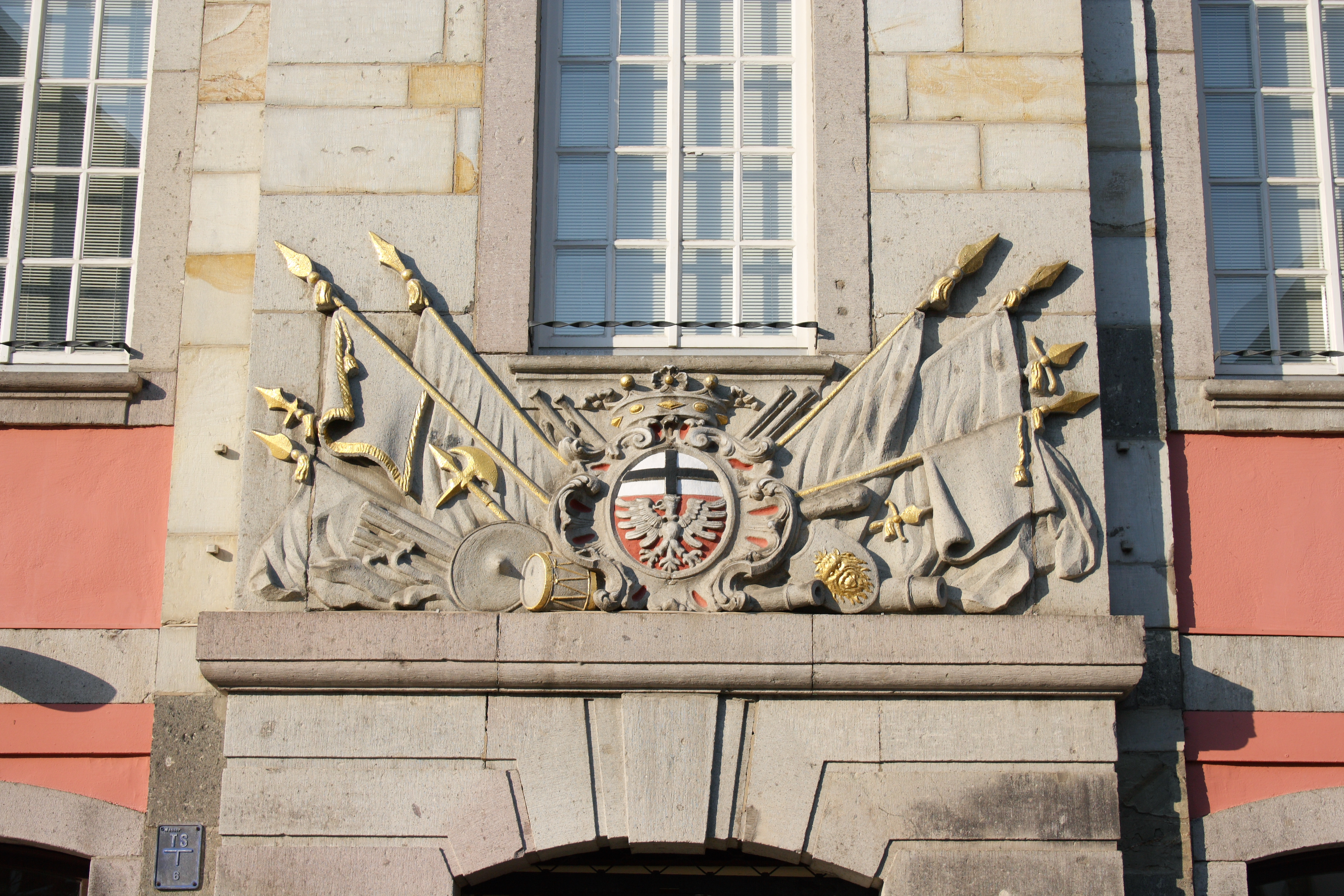
Stadtwappen über dem Eingang der Stadtwache

Die Stadtwache in Ahrweiler, einem Stadtteil von Bad Neuenahr-Ahrweiler im Landkreis Ahrweiler (Rheinland-Pfalz), wurde um 1780 errichtet. Das Gebäude am Marktplatz 21 ist ein geschütztes Baudenkmal.

## Geschichte
Die Stadtwache wurde um 1780 an der Stelle eines 1689 durch einen Brand zerstörten Vorgängerbaus aus dem 16. Jahrhundert errichtet. Ihr gegenüber stand das Rathaus von Ahrweiler, das im Jahr 1797 abgebrochen wurde. Bis zum Neubau des Rathauses im Jahr 1907 war die Verwaltung in der Stadtwache untergebracht. Danach diente die Stadtwache als Geschäfts- und Wohnhaus. Heute sind ein Ladenlokal und Büroräume in dem Gebäude.

## Architektur
Der zweigeschossige Spätrokokobau mit einem geschieferten Mansarddach besitzt an der Schmalseite drei und an der Langseite fünf Achsen. Der Putzbau ist gegliedert durch Pilaster in Haustein.  Über dem Portal befindet sich ein reicher Trophäenaufbau mit dem Wappen der Stadt Ahrweiler. Im Mansarddach ist ein gesprengter Giebel mit ovalem Fenster vorhanden. Über der Seitentür der Langseite ist ein älterer Schlussstein verwendet worden, der mit der Jahreszahl 1566 bezeichnet ist und das Wappen von Ahrweiler zeigt.